# Вальтер защищает Сараево
«Вальтер защищает Сараево» (сербохорв. Valter brani Sarajevo/Валтер брани Сарајево; кит. 瓦尔特保卫萨拉热窝) — югославская военная драма 1972 года, рассказывающая об истории югославского партизана-разведчика Владимира Перича, известного как «Вальтер». Слоган фильма — «Das ist Walter» (с нем. — «Это Вальтер»).

## Сюжет
Конец 1944 года, советско-югославские войска теснят немцев из оккупированной страны. Немецкое командование отправляет груз с горючим танковым войскам группы армий «E» генерала Лёра, но путь лежит через Сараево, в котором не прекращается партизанская война. Неуловимый партизанский командир Вальтер и его команда ведут безжалостную борьбу с немецкими оккупантами, причём никто из немцев даже не знает, как выглядит Вальтер. Чтобы предотвратить возможную катастрофу и расколоть партизанское движение, в ряды подпольной организации внедряется свой «Вальтер» — штандартенфюрер СС фон Дитрих...

## Актёры
- Велимир «Бата» Живоинович — Вальтер
- Раде Маркович — Сеяд Капетанович
- Любиша Самарджич — Зис
- Драгомир «Гидра» Боянич — Кондор
- Неда Спасоевич — Мирна
- Слободан Димитриевич — Сури
- Фарук Беголли — Бранко
- Ханньо Хассе — фон Дитрих
- Йован Яничиевич — Йосич
- Игор Гало — Малиша
- Эмир Кустурица — юноша
- Павле Вуисич — диспетчер поездов
- Вильгельм Кох-Хоге — подполковник Хаген

## Показ картины
Картина вышла на экраны югославских кинотеатров 12 апреля 1972 года и была встречена с восторгом югославскими зрителями (особенно большой ажиотаж был в Сараево). 30 ноября 1972 состоялся её первый показ в СССР и в КНР (в Китае её посмотрели более 300 миллионов человек). Всего фильм был показан в более чем 60 странах, в Китае он стал самым популярным иностранным фильмом 1970-х годов и самым популярным военным фильмом, также не побил рекорд индийский фильм Караван. 
В советской критике отмечалась некоторая надуманность картины, сюжетные несоответствия и «натяжки»: «Авторы настолько увлеклись разработкой детективных возможностей сюжета, сплели столь сложную сеть мелких перипетий, что сами в ней запутались, и ради спасения своего детища им пришлось поступаться элементарной логикой, торопить события, в результате чего гибель некоторых персонажей кажется необоснованной, а финальное похищение поезда выглядит цирковой буффонадой».

## Интересные факты
- События этого фильма о готовившемся подрыве цистерн с горючим — вымышленные.
- Режиссёр Хайрудин Крвавац посвятил фильм жителям Сараева, героически сражавшихся за город в годы войны[4].
- Этот фильм стал первым, в котором снялся Эмир Кустурица[3].
- Фильм, который призван был показать сплочённость югославских народов в годы войны[1], стал культовым, особенно для субкультуры новых примитивистов, появившейся в 1970-е годы в Сараеве на фоне успеха группы Zabranjeno Pušenje: она даже назвала свой первый альбом «Das ist Walter» в честь слогана фильма[4].
- В Китае фильм стал настолько популярным, что китайцы называли своих детей в честь героев фильма и переименовывали улицы. В Китае активно продавалось и сейчас продаётся пиво марки «Walter» с фотографией Велимира Живоиновича, сыгравшего главную роль в фильме[2].